# Makoto Tamada
Makoto Tamada 玉田誠 (Matsuyama, 4 de novembro de 1976) é um motociclista japonês que disputou a MotoGP. Ele é um dos poucos pilotos a vencer uma corrida de MotoGP e World Superbike.

## Carreira
Tamada começou em competições regionais em 1994. Correndo quatro temporadas com 250cc no campeonato japonês. 